# بوتو روفوس
بوتو روفوس (بالإنجليزية: Rufous potoo)‏ (الاسم العلمي: Nyctibius bracteatus)، هو نوع من الطيور يتبع فصيلة بوتو ضمن رتبة السبديات. يستوطن أمريكا الجنوبية خاصةً عند ضواحي الأكوادور وبيرو والبرازيل.